# Orfeusgruppen
Orfeusgruppen (także: Orfeusbrunnen) – fontanna z rozbudowaną grupą rzeźbiarską zlokalizowana w stolicy Szwecji, Sztokholmie, w północno-wschodniej części Hötorget, przy schodach Konserthus.
Dzieło zaprojektował szwedzki rzeźbiarz Carl Milles. Oddano je do użytku w 1936. Odsłonięcia dokonał sam artysta. Postacie odlało (jak wiele innych dzieł Millesa) przedsiębiorstwo Herman Bergmans Konstgjuteri.
Centralną postacią fontanny jest Orfeusz grający na lirze, wznoszący się ponad ośmioma innymi postaciami poruszającymi się w takt boskiej muzyki.